# Santiago Santana Díaz
Santiago Santana Díaz (Arucas, 5 de marzo de 1909 - Las Palmas de Gran Canaria, 10 de abril de 1996) fue un reconocido pintor español, además de tallista, diseñador, grabador, delineante, escenógrafo, docente y asesor cultural. 

## Biografía
En el periodo comprendido entre 1921 y 1929 cursa estudios de Bachillerato Superior de Ciencias en el Instituto Pérez Galdós y se incorpora como alumno de la Escuela de Arte Luján Pérez. Junto a otros pintores, dio lugar en 1929 al movimiento llamado "indigenismo". 
En 1932, becado por el Cabildo Insular de Gran Canaria y los Ayuntamientos de Arucas y Moya, cursó estudios en París y Barcelona.
Colabora con el bando republicano cuando está próxima la guerra civil, creando carteles y publicando en la revista Espartaco. Regresa a Las Palmas de Gran Canaria al acabar el conflicto y es depurado militarmente, pero puede regresar a la vida civil gracias al testimonio favorable de un canónigo. En 1942, trabaja como delineante en el estudio de Miguel Martín-Fernández de la Torre. En 1944 trabaja en las reformas de la Casa de Colón y desde 1948 hasta 1956 ocupa el cargo de director de la Escuela Luján Pérez. Fue nombrado asesor artístico del Cabildo Insular de Gran Canaria en 1957, cargo del que se jubiló en 1983. Es en este periodo cuando se encarga de la remodelación de la Casa-Museo Tomás Morales.

## Reconocimientos
- En su municipio natal, Arucas, centro de enseñanza "IES Santiago Santana Díaz". [3]
- En el municipio de su juventud, Moya, "Calle Pintor Santiago Santana". [4]
- Calles y plazas en varios municipios de Gran Canaria.
- Hijo adoptivo de Las Palmas de Gran Canaria.
- En la Casa Gourié-Museo municipal de Arucas se encuentran exposición permanente  de algunas de sus obras y material informativo.